# 耿国
耿 国（こう こく、? - 58年）は、中国の後漢時代初期の政治家。字は『後漢書』では叔慮、『東観漢記』では叔憲となっている。司隷扶風茂陵県の人。雲台二十八将の1人である耿弇の弟。父は耿況。次兄は耿舒。弟は耿広・耿挙・耿覇。子は耿秉・耿夔。玄孫に耿紀がいる。

## 事跡
| 姓名           | 耿国 |
| 時代           | 後漢時代 |
| 生没年         | 生年不詳 - 58年（永平元年） |
| 字・別号       | 叔慮（字）（『東観漢記』には叔憲とある）                                                                                                   |
| 本貫・出身地等 | 司隷扶風茂陵県 |
| 職官           | 黄門侍郎〔後漢〕→射声校尉〔後漢〕 →駙馬都尉〔後漢〕→頓丘県令〔後漢〕 →陽翟県令〔後漢〕→上蔡県令〔後漢〕 →五官中郎将〔後漢〕→大司農〔後漢〕 |
| 爵位・号等     | 〔不詳〕 |
| 陣営・所属等   | 光武帝（劉秀） |
| 家族・一族     | 父：耿況 兄：耿弇 耿舒 弟：耿広 耿挙 耿覇 子：耿秉 耿夔                                                                                    |

建武4年（28年）、彭寵の反乱の際に人質として光武帝の下に入侍し、黄門侍郎に任じられる。左右に侍り応対を司っていたところ、光武帝に能力を認められ、射声校尉となった。
建武7年（31年）、射声校尉が廃止されたため、駙馬都尉となる。
建武12年（36年）、父が死ぬと、耿国は父の隃麋侯国を継ぐはずであったが、父が末弟の耿覇を可愛がっていたことから、固辞して耿覇に隃麋侯位を継がせるよう上訴し、詔が下って許された。その後頓丘・陽翟・上蔡の県令を歴任して統治を称えられ、徴されて五官中郎将に任ぜられる。
建武27年（51年）、馮勤の昇進に伴い、代わりに大司農に上った。
永平元年（58年）、官のまま卒した。
彼や彼の兄の耿弇・耿舒、また三人の弟達は、みな青紫の綬の重臣となり、大きな栄誉を賜った。
彼には二人の子がいたが、その耿秉・耿夔はいずれも対外戦争において名を挙げた。玄孫の耿紀は曹操に能力を高く評価され、敬意を受けていたが、後漢に殉じて曹操に反乱を起こし、発覚して夷三族に処された。

## 辺境政策
烏桓・鮮卑はしばしば国境を侵したが、彼は元来策謀に通じていて、辺境政策について様々な発言をしており、時の帝はその発言の多くを有用として容れている。
匈奴の薁鞬日逐王比が自立して呼韓邪単于となり、国内の土地を借り受け、漢の藩屏となって北方民族を防ぐ事を願い、漢に接触して来たので、光武帝は事を公卿に下して議論させたが、議者は皆「天下は定まったばかりで、中国は未だ実体がなく、夷狄の事情が真実であるか判断し難いから、これを許すべきではない」と論じた。
しかし耿国だけは一人、「臣は、陛下が宣帝の故事に倣ってこの提案を受け、南単于に東は鮮卑を、北は北匈奴を防がせて、四夷を率い、辺郡を復活して、塞内は警戒を緩めて開放すれば、長期的な安寧の策となると考えます」と発言した。
光武帝は耿国の言に従い、南単于を立て、国境を守らせると、それによって烏桓・鮮卑は国境線を守って保身を図り、北方民族は北に逃れ、中国に及ぶ程の辺境問題は少なくなった。
また彼は大司農の時、度遼将軍とその左右校尉を再設置し、五原に駐屯させて異民族の逃亡を防ぐ事を建議したが、明帝は彼の没後、彼の言葉を思い起こし、度遼将軍とその左右校尉を設置して彼の建議の通りに取りはからった。

## 関連記事
- 新末後漢初